# Shingo Katori
Shingo Katori (香取 慎吾 Katori Shingo?), nacido el 31 de enero de 1977 en Yokohama (Kanagawa), es el miembro más joven del grupo japonés "SMAP", un grupo pop "boy band" muy popular en los 90 de la agencia Johnny & Associates en Yokohama, Kanagawa, Japón. Shingo Katori ha actuado en varios dramas como Three Peace y ha aparecido como seiyū en animes como Akazukin Chacha, donde interpretó la voz del niño lobo Riiya.
Katori fue elegido como uno de los personajes principales de Shinsengumi!, un drama histórico transmitido por NHK, donde hace el papel de Kondō Isami, líder de Shinsengumi.
Katori era conocido por su travestismo, como el personaje Shingo Mama (慎吾 ママ?), en el programa de variedades Sata Suma, incluso lanzó un disco compacto Shingo Mama no Oha Rock (慎吾 ママ の お は ロック?), inspirado en el personaje. El eslogan utilizado es Ohhā! (Una forma coloquial de decir "¡Buenos días!"). Desde 2000-2001, Shingo Mama ha promovido el uso del ohha como parte de una campaña del Ministerio de Educación para fomentar la comunicación familiar.
Recientemente, ha ganado popularidad en Internet como el principal antagonista en un Super Sentai.
En 2005, Japan Airlines introdujo un jet Boeing 777 con foto de Katori en él.
En 2005/2006, fue el protagonista en la versión japonés de Saiyuki en Sun Wukong. Él apareció como un botones en la película de la comedia popular del 2006 The Uchōten Hotel. En 2009 dirige una adaptación en vivo del manga policial Kochira Katsushika-ku Kameari Koen-mae Hashutsujo.